# Małowice (Basse-Silésie)
Pour les articles homonymes, voir Małowice.
Małowice est une localité polonaise de la gmina de Wińsko, située dans le powiat de Wołów en voïvodie de Basse-Silésie.